# Giżycko (district)
Giżycko (Pools: powiat giżycki) is een Pools district (powiat) in de woiwodschap Ermland-Mazurië. Het district heeft een oppervlakte van 1118,74 km² en telt 57.562 inwoners (2014).

## Steden
- Giżycko (Lötzen)
- Ryn (Rhein)

Stadsdistricten:
Elbląg · Olsztyn

Districten:
Bartoszyce · Braniewo · Działdowo · Elbląg · Ełk · Giżycko · Gołdap · Iława · Kętrzyn · Lidzbark Warmiński · Mrągowo · Nidzica · Nowe Miasto Lubawskie · Olecko · Olsztyn · Ostróda · Pisz · Szczytno · Węgorzewo

Grootste steden:
Bartoszyce · Działdowo · Elbląg · Ełk · Iława · Giżycko · Kętrzyn · Mrągowo · Ostróda · Olsztyn · Szczytno